# Anna Brownell Jameson
Anna Brownell Jameson, född 14 maj 1794 i Dublin, död 17 mars 1860 i London, var en brittisk författare, konsthistoriker och feminist. Hon har bland annat skrivit Diary of an ennuyée, en fiktiv berättelse om en resa genom Europa som gavs ut 1825.
Hon gifte sig 1825 med juristen Robert Sympson Jameson men paret separerade fyra år senare när maken utsågs till domare i Dominica och senare i Kanada. 1836 besökte hon maken i Toronto. Hon beskrev sin åtta månader långa vistelse i Kanada i boken Winter Studies and Summer Rambles in Canada som gavs ut 1838. När hon återvände till England efter att ha skilt sig från maken gav hon ut ett verk om kristen konst bestående av sex volymer.
I slutet av sitt liv var hon en mentor för de unga feminister som skapade tidskriften The English Women's Journal.